# طرخشقون بركاني
طرخشقون بركاني (باللاتينية: Taraxacum vulcanorum ) هو نوع نباتي يتبع جنس الطرخشقون من القبيلة الشيكورية.